# Chappes (Allier)
Chappes ist eine französische Gemeinde mit 231 Einwohnern (Stand 1. Januar 2022) im Département Allier in der Region Auvergne-Rhône-Alpes (vor 2016 Auvergne). Sie gehört zum Arrondissement Montluçon und zum Kanton Commentry.

## Lage
Chappes liegt etwa 24 Kilometer ostnordöstlich von Montluçon. Nachbargemeinden von Chappes sind Chavenon im Norden, Saint-Sornin im Nordosten, Deux-Chaises im Osten, Sazeret im Südosten und Süden, Saint-Priest-en-Murat im Süden und Südwesten sowie Murat im Westen und Nordwesten.

## Bevölkerungsentwicklung
| Jahr                       | 1962 | 1968 | 1975 | 1982 | 1990 | 1999 | 2006 | 2013 | 2022 |
| Einwohner                  | 396  | 352  | 307  | 240  | 219  | 221  | 207  | 209  | 231  |
| Quellen: Cassini und INSEE |      |      |      |      |      |      |      |      |      |

## Sehenswürdigkeiten
- Kirche Sainte-Anne
- Kirche Sainte-Marie aus dem 12. Jahrhundert, seit 1913 Monument historique
- Schloss Le Grand Coudrais aus dem 17. Jahrhundert, seit 2010 Monument historique

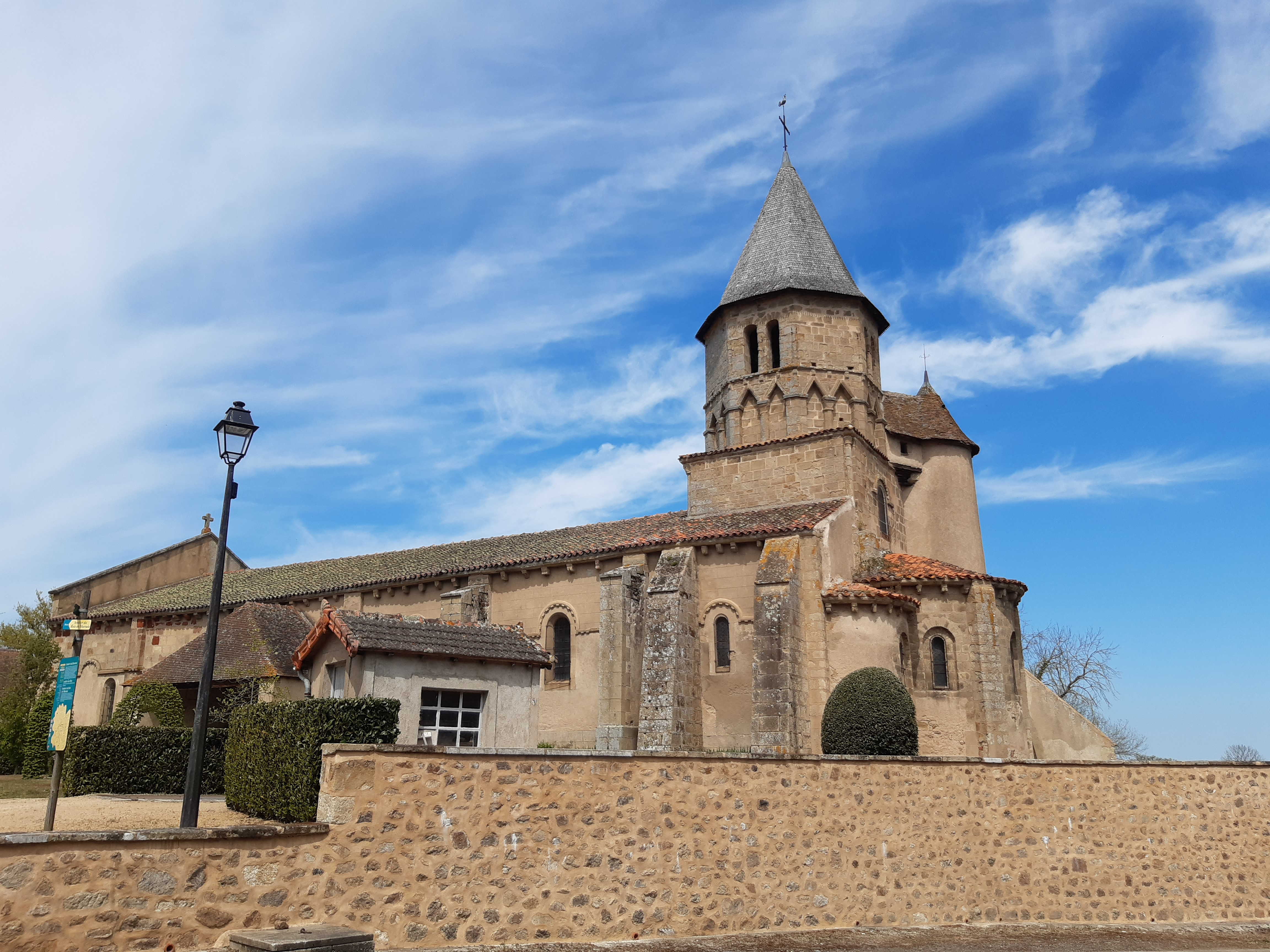
Kirche Sainte-Anne

- Schloss La Roche
- Burg La Roche
- Mühle aus dem 17. Jahrhundert